# دراموند وايت
دراموند وايت هو سياسي كندي، ولد في 19 مارس 1951 في تورونتو في كندا. حزبياً، نشط في الحرب الديمقراطي الجديد لأونتاريو. وقد انتخب عضو برلمان مقاطعة أونتاريو.

## وصلات خارجية
- الموقع الرسمي